# قائمة أعضاء مجلس النواب العراقي (2005-2010)
القائمة التالية تضم أسماء الفائزين بعضوية مجلس النواب العراقي للفترة 2005-2010:

## قائمة الائتلاف العراقي الموحد
1. إبراهيم عبد الكريم حمزة
2. إجراء فيصل عودة
3. أحمد حسن علي
4. أحمد جاسم حمد
5. أديبة موسي شهد
6. إقبال خليل غني
7. أميرة جاسم خلف
8. انتصار جاسم محمد رضا
9. إيمان حميد علي
10. ايمان الاسدي
11. إيمان جلال محمد
12. باسم جاسم نور
13. باسم شريف نصيف
14. باسمة عزيز ناصر
15. بشري جبار بدن
16. بلقيس كولي محمد
17. بهاء حسين علي
18. تحسين حميد خليف
19. تحسين عبد مطر
20. جابر خليفة جابر
21. جابر عبد كاظم سلمان
22. جابر حبيب جابر
23. جلال الدين الصغير
24. جمال جعفر محمد
25. جنان عبد الجبار ياسين
26. جنان جاسم محمد علي
27. حسن طعمة كزار
28. حسن حميد حسن
29. كريم محسن حسن
30. حسن راضي كاظم الساري (استقال بعد أن اختير وزير دولة لشؤون الأهوار، واستبدل بمرشح اخر)
31. حسنين محمود أحمد
32. حسين الشهرستاني (استقال بعد أن اختير وزيرا للنفط، واستبدل بمرشح آخر)
33. حسين أمير راضي
34. حميد رشيد معلة
35. حيدر كريم فهد
36. حيدر جواد كاظم
37. حيدر صبحي عفات
38. حيدر سعيد إسماعيل
39. خالد العطية
40. خالد عبيد جازع
41. خضير موسى جعفر الخزاعي (استقال خضير الخزاعي من مجلس النواب بعد أن اختير وزيرا للتربية واستبدل بمرشح آخر)
42. داغر جاسم كاظم
43. رائدة فريني باوي (استقالت من مجلس النواب في أيلول 2007 بسبب معاناتها من مرض عضال، وأعلن مجلس النواب نبا وفاتها بتاريخ 1 تشرين الأول 2007. استبدلت بمنى صالح مهدي العميري)
44. رضا جواد تقي
45. رياض عبد الحمزة عبد الرزاق (استقال من مجلس النواب بعد أن اختير وزيرا للبلديات، واستبدل بمرشح اخر)
46. زكية إسماعيل حقي
47. زهراء عباس حسن
48. زينب كريم الجبوري
49. سالم جاسور حسون
50. سامي جاسم عطية
51. سلام عودة فالح المالكي (استقال لأسباب شخصية، فكان بديله أحمد خليل إسماعيل البياتي والذي أدى اليمين في مجلس النواب بتاريخ 6 شباط 2008)
52. سميرة جعفر الموسوي
53. سهام كاظم سلمان (استقالت بتاريخ 29 تشرين الأول 2008. أدى جبار دهش فرحان الطائي اليمين في مجلس النواب بتاريخ 4 تشرين الثاني 2008.)
54. شذى موسى صادق
55. شروان كامل سبتي
56. شهيد حسين مطر
57. صالح حسن عيسى العكيلي (قتل في بغداد بتاريخ 10 أيلول 2008، استبدل بمرشح اخر.)
58. صباح جلوب فالح
59. ضياء الدين محمد الفياض
60. طه درع طه
61. عابدة احمد دخيل
62. عادل عبد المهدي (استقال بعد أن اختير نائبا لرئيس الجمهورية، استبدل بمرشح اخر)
63. عادل صالح مجيد
64. عالية حمزة دويج
65. عامرة محمد حسن
66. عباس حسن موسى
67. عبد العزيز الحكيم (توفي بسبب مرض عضال بتاريخ 26 آب 2009، استبدل بمرشح اخر.)
68. عبد الفلاح السوداني
69. عبد الكريم عبد الصاحب محمد
70. عبد الهادي محمد الحسني
71. عبد الوهاب عبد الحكيم موسى
72. عبد علي لفتة نعمة
73. عبد الكريم علي حسين
74. عديلة حمود
75. عقيل عبد الحسين ساجت
76. علاوي مدلول حمزة
77. علوان حبيب حسين
78. علي محمد حسين
79. عمار طعمة
80. غفران عبود حسين
81. فالح الفياض
82. فتحية عبد الحليم عبد الكريم
83. فلاح حسن شنشل
84. فوزي أكرم سمين
85. قاسم محمد تقي علي السهلاني (توفي في حادث سير بتاريخ 21 حزيران 2009، واستبدل بهاشم محمد جعفر الذي أدى اليمين بتاريخ 8 تشرين الثاني 2009)
86. قاسم عطية رسن
87. قاسم عباس داود
88. قصي السهيل
89. قيس سعد حسن
90. كمال خلاوي عبد الله
91. كميلة كاظم محمد
92. لقاء جعفر منتظر
93. لمياء نعيمة داود
94. ليلى ثامر فاخر
95. ماجدة حسين دشر
96. مجيد خير الله راهي
97. محمد راجح علوان
98. محمد محمد صالح
99. محمد كاظم خليف
100. محمد حسين صالح
101. محمد عز الدين مطر
102. محمد ناجي محمد علي
103. محمد مهدي أمين
104. محمد إسماعيل حسن
105. محمد تقي علي حموش
106. محمود محمد الشيخ راضي (استقال بعد أن اختير وزيرا للعمل والشؤون الاجتماعية. استبدل بمرشح آخر.)
107. مخلص بلاسم سعدون
108. مظهر حسين حسن
109. ملحان عمران موسى سلمان المكوطر
110. منى نور حسن
111. منى حسين عبد علي
112. مها عادل مهدي
113. موفق الربيعي
114. ناجحة عبد الأمير عبد الكريم
115. ناصر هاشم ثعلب الساعدي
116. ندى عبد الله جاسم
117. نديم عيسى خلف
118. نصار الربيعي
119. نضال طعان عباس
120. نعمة سلمان عباس
121. نوري المالكي
122. هادي العامري
123. هادي عبد الله باش
124. هاشم رضا علي الخطيب
125. همام حمودي
126. هناء تركي عبد
127. هيفاء مجلي جعفر
128. حسن حلبوص الشمري

## قائمة التحالف الكردستاني
1. أبلحد أفرايم ساوا
2. أحلام أسعد محمد
3. أحمد يوسف موسى
4. أحمد أنور محمد
5. إسماعيل شكر رسول
6. أكرم قادر
7. آلا تحسين حبيب
8. آزاد عمر حسن
9. آسيا أحمد خالد
10. آزاد رفيق توفيق
11. بايزيد حسن عبد الله
12. بخاري عبد الله خدر
13. برهم صالح
14. تانيا طلعت محمد
15. جلال طالباني
16. حسن عثمان محمد
17. خالد سلام سعيد
18. درخشان محمد أفندي
19. رابحة حمد عبد الله
20. رؤوف عثمان معروف
21. روز نوري صديق شاويس (استقال من مجلس النواب بعد اختير نائبا لرئيس الوزراء بتاريخ 11 كانون الثاني 2010، ومن غير المؤكد استبداله بمرشح آخر لشغل مقعده النيابي)
22. زيان أنور رشيد
23. سامية عزيز محمد
24. سعدي إسماعيل عبد الكريم
25. سوزان محمد محمد أمين
26. سيروان عدنان ميرزا
27. عارف طيفور
28. عاص حسين محمد
29. عبد الخالق محمد رشيد
30. عبد الرحمن علي محمد
31. عبد الله صالح حفظ الله
32. عبد الله محمد علي
33. عبد الباري محمد فارس
34. علي حسين بلو
35. فرزنده أحمد قسيم
36. فرياد محمد فقي حسن
37. فوزي فرنسو توما (استقال في 2009 بعد أن اختير وزيرا للصناعة، استبدل بمرشح اخر.)
38. فيان صديق مصطفى
39. كاميليا إبراهيم أحمد
40. كيان كامل حسن
41. لطيف حاجي حسن
42. ليلى محمد قهرمان
43. ليلى علي كرم
44. محسن سعدون أحمد
45. محمد شريف أحمد
46. محمد رضا محمد سنكاوي (قتل في بغداد بتاريخ 5 تشرين الأول 2006، استبدل بمرشح اخر.)
47. محمد فؤاد معصوم
48. محمود علي عثمان
49. نازنين حسين فيض الله
50. نوزارد صالح رفعت
51. هوشيار زيباري
52. وليد محمد محمد صالح
53. يوسف أحمد مصطفى

## جبهة التوافق العراقية
1. إبراهيم النعمة،
2. أحمد العلواني
3. أحمد راكان عبد العزيز
4. أزهار عبد المجيد حسين
5. أسامة توفيق مخلف التكريتي
6. أسماء عدنان محمد
7. أسماء عبد الله صالح
8. آلاء عبد الله حمود
9. أمل سهام حامد
10. آمنة غصبان مبارك
11. إياد السامرائي
12. تيسير ناجح عواد
13. جمال محسن موسى
14. حارث محي الدين عبد (قتل بتاريخ 12 حزيران 2009، أدى عمر هيجل حمد الشبيب اليمين في مجلس النواب بتاريخ 3 تموز 2009.)
15. حسن ديكان خضير
16. حسين الفلوجي
17. خلف العليان
18. خلف محمد عبد المولي
19. خليل جدوع عطية الشيحاوي
20. رافع حياد جياد العيساوي (استقال بعد أن اختير وزير دولة للشؤون الخارجية. ثم اختير بعدها نائبا لرئيس الوزراء بدلا عن سلام الزوبعي، استبدل بمرشح اخر.)
21. رجاء حمدون عبد الله
22. سلمان الجميلي
23. سليم الجبوري
24. شذى منذر عبد الرزاق
25. طارق الهاشمي (استقال بعد أن اختير نائبا لرئيس الجمهورية، استبدل بمرشح اخر)
26. طه خضير فضيل
27. ظافر العاني
28. عامر حبيب الخيزران
29. عبد مطلك حمود
30. عبد الناصر كريم يوسف، (اسقطت عنه الحصانة النيابية واستقال من مجلس النواب، أدى بديله أحمد راضي اليمين في مجلس النواب بتاريخ 8 تشرين الأول 2007)
31. عبد الكريم علي ياسين
32. عدنان الدليمي
33. عدنان ذياب غانم
34. عز الدين الدولة
35. علاء مكي عبد الرزاق
36. عمر عبد الستار محمود
37. محمود المشهداني (استقال من رئاسة المجلس، وكان بديله خالد حمدان برع الذي أدى اليمين بتاريخ 28 أيار 2009)
38. مظهر سعدون عواد
39. نادرة عايف حبيب
40. نايف جاسم محمد
41. نوال مجيد حميد السامرائي (استقالت بعد أن اختيرت وزيرا للمرأة في آب 2008، واستبدلت بمرشح آخر)
42. نور الدين سعيد موسى
43. هاشم يحيى أحمد
44. وثاب شاكر محمود

## القائمة العراقية الوطنية
1. أسامة النجيفي
2. إياد علاوي
3. إياد جمال الدين
4. جمال عبد المهدي بطيخ
5. حاجم الحسني
6. حسام عبد الكريم عبد علي
7. حسين علي الشعلان
8. حميد مجيد موسى
9. خير الله كريم كاظم
10. رضوان حسين عباس الكليدار
11. سعد صفوك المسعودي
12. صفية السهيل
13. عائدة شريف توفيق (توفيت بعد صراع مع المرض في لندن بتاريخ 28 حزيران 2007. أدى محمد توفيق علاوي اليمين في مجلس النواب بديلا عنها بتاريخ 2 كانون الأول 2007.)
14. عالية نصيف
15. عبد اللطيف عبد الوهاب حسين
16. عدنان الباججي
17. عزت حسن علي
18. غازي عجيل الياور (استقال بتاريخ 6 أيلول 2007 لأسباب مرضية، فأدى بديله أنور عجيل الياور اليمين في مجلس النواب بنفس اليوم)
19. فلح حسن النقيب
20. محمد توفيق علاوي (استقال محمد علاوي من مجلس النواب بعد أن اختير وزيرا للاتصالات، فاستبدل بمرشح اخر. استقال من منصبه الوزاري في 28 تشرين الأول 2007. استعاد عضويته في مجلس النواب بعد أن اختير لشغل مقعد النائبة المتوفاة عائدة شريف فأدى اليمين بديلا عنها بتاريخ 2 كانون الأول 2007)
21. محمد عباس محمد العريبي (استقال من مجلس النواب بعد أن اختير وزير دولة، واستبدل بعدنان محسن حسن الدنبوس الذي أدى اليمين في مجلس النواب بتاريخ 2 كانون الأول 2007)
22. مفيد محمد جواد
23. مهدي الحافظ
24. ميسون الدملوجي
25. وائل عبد اللطيف

## الجبهة العراقية للحوار الوطني
1. أسعد إبراهيم حسين
2. صالح المطلك
3. علي عبد الله حمود
4. عمر خلف جواد
5. فلاح حسن زيدان
6. محمد كطوف منصور الدايني (رفعت عنه الحصانة بتاريخ 25 شباط 2009 بعد اتهامه بتفجير مجلس النواب في عام 2007 وغادر العراق. استبدل بمرشح آخر.)
7. محمد حسين عوض الجبوري (قتل بتاريخ 12 نيسان 2007 إثر تفجير داخل مبنى مجلس النواب. استبدل بمرشح اخر.)
8. محمد علي محمد
9. محمود ذنون محمود
10. مصطفى محمد أمين محمد علي الهيتي
11. ندى محمد إبراهيم

## الاتحاد الإسلامي الكردستاني
1. أسمر حسين أحمد
2. زهير محمد أمين رشيد
3. سامي عبد الله حسين
4. عمر علي حسين
5. محمد أحمد محمود

## كتلة المصالحة والتحرير
1. عبد الله إسكندر حبيب
2. محمد خلف حسن الجبوري
3. مشعان الجبوري. (استبدل لاحقا بحسين محمد عبد الله الجبوري الذي أدى اليمين بتاريخ 3 تموز 2007)

## قائمة مثال الآلوسي للأمة العراقية
1. مثال الآلوسي

## الجبهة التركمانية العراقية
1. سعد الدين محمد أمين

## الرساليون
1. حسن هاشم مطشر
2. نصير كاظم عبيد

## الحركة الإيزيدية من أجل الإصلاح والتقدم
1. أمين فرحان جيجو

## قائمة الرافدين
1. يونادم يوسف كنا

## نواب آخرون شغلوا منصب العضوية في المجلس بدلاء عن نواب آخرين
- بروين صالح محمود
- خولة عبد الصادق السوداني
- نبيل إسماعيل إبراهيم
- وسام سامي عبد الله البياتي
- رشيد عداي كرو العزاوي
- رضوان حسين عباس الكليدار
- سحر جابر عطا
- سرتيب محمد حسين
- سعاد حميد لفتة العقابي
- عامر ثامر علي
- عبد الأمير عبد الزهرة
- عبد الجبار رهيف صبر
- علي حسین رضا العلاق
- عمر عزيز قادر
- ليلى كاظم جاسم الخفاجي
- محمد أمين عثمان
- محمد سلمان محمد حاجم الطائي

## روابط خارجية
- نواب دورة 2006 في مجلس النواب العراقي